# Lars-Göran Tedebrand
Gustaf Lars-Göran Tedebrand, född 22 juni 1939 i Sundsvall, är en svensk historiker.
Lars-Göran Tedebrand disputerade 1972 i historia vid Uppsala universitet. Han var biträdande professor i historia där 1972–82,  och sedan professor i historisk demografi vid Institutionen för idé- och samhällsstudier vid Umeå universitet 1982–2004. 
Tedebrand var ordförande i Johan Nordlander-sällskapet 1984–2000.